# Torneo de Róterdam 2023
El ABN AMRO Open 2023 fue un evento de tenis profesional de la categoría ATP 500 que se juega en pistas duras. Se trató de la 50.a edición del torneo que forma parte del ATP Tour 2023. Se disputó en Róterdam, Países Bajos del 13 al 19 de febrero de 2023 en el Ahoy Rotterdam.

## Distribución de puntos
| Modalidad            | Campeón | Finalista | Semifinales | Cuartos de final | 2.ª ronda | 1.ª ronda | Clasificados | 2.ª ronda de clasificación | 1.ª ronda de clasificación |
| Individual masculino | 500     | 330       | 200         | 100              | 50        | 0         | 25           | 13                         | 0                          |
| Dobles masculino     | 500     | 300       | 180         | 90               | –         | –         | 45           | 25                         | 0                          |

## Cabezas de serie

### Individuales masculino
| Tenista               | Ranking | Preclasificado |
| Stefanos Tsitsipas    | 3       | 1              |
| Andrey Rublev         | 5       | 2              |
| Félix Auger-Aliassime | 7       | 3              |
| Holger Rune           | 9       | 4              |
| Hubert Hurkacz        | 10      | 5              |
| Daniil Medvédev       | 12      | 6              |
| Pablo Carreño         | 15      | 7              |
| Alexander Zverev      | 16      | 8              |

- Ranking del 6 de febrero de 2023.[2]

### Dobles masculino
| Tenistas                         | Ranking | Preclasificado |
| Wesley Koolhof Neal Skupski      | 2       | 1              |
| Nikola Mektić Mate Pavić         | 15      | 2              |
| Ivan Dodig Austin Krajicek       | 20      | 3              |
| Lloyd Glasspool Harri Heliövaara | 22      | 4              |

## Campeones

### Individual masculino
Daniil Medvédev venció a  Jannik Sinner por 5-7, 6-2, 6-2

### Dobles masculino
Ivan Dodig /  Austin Krajicek vencieron a  Rohan Bopanna /  Matthew Ebden por 7-6(7-5), 2-6, [12-10]